# Norman Vahtra
Norman Vahtra, né le 23 novembre 1996 à Tartu, est un coureur cycliste estonien.

## Biographie
En 2016, Norman Vahtra termine notamment septième du Grand Prix de Minsk et huitième du championnat d'Estonie sur route. Au mois d'août, il est recruté par le club français de DN1 du CC Villeneuve Saint-Germain. En août 2017, il rejoint la formation continentale belge AGO-Aqua Service en tant que stagiaire, après s'être classé troisième du championnat d'Estonie en juin puis deuxième du Grand Prix de Minsk début juillet.
Fin juillet 2019, il est présélectionné pour représenter son pays aux championnats d'Europe de cyclisme sur route.
En 2020, il est sélectionné pour représenter son pays aux championnats d'Europe de cyclisme sur route organisés à Plouay dans le Morbihan.
Il s’engage avec l'équipe continentale chinoise China Glory-Mentech à la fin de la saison 2024.

## Palmarès
- 2013
  - 2e du championnat d'Estonie du contre-la-montre juniors
- 2017
  - 2e du championnat d'Estonie du contre-la-montre espoirs
  - 2e du Grand Prix de Minsk
  - 3e du championnat d'Estonie du contre-la-montre
  - 3e du championnat d'Estonie sur route espoirs
- 2018
  -  Champion d'Estonie du contre-la-montre espoirs
  - 2e du championnat d'Estonie sur route espoirs
  - 3e du championnat d'Estonie du contre-la-montre
- 2019
  - Grand Prix de Minsk
  - Course de Solidarność et des champions olympiques : 
    - Classement général
    - 2e, 3e et 5e étapes

  - Grand Prix de Kalmar
  - Coupe du Ministre de la Défense nationale
  - Mémorial Henryk Łasak
- 2020
  -  Champion d'Estonie sur route
- 2021
  - 2e du championnat d'Estonie du contre-la-montre
- 2022
  - 2e étape du Tour d'Estonie
  - 2e du Tour d'Estonie
  - 3e du championnat d'Estonie du contre-la-montre
- 2023
  - Tartu Rattaralli
  - 2e du Grand Prix de Lillers-Souvenir Bruno Comini
  - 2e de la BW Classic
  - 2e du Grand Prix Raf Jonckheere
  - 3e du Tour d'Estonie
  - 3e du championnat d'Estonie du contre-la-montre
- 2024
  -  Champion d'Estonie sur route
  - 1re étape du Tour d'Estonie
  - 2e du championnat d'Estonie du contre-la-montre
  - 2e du Grand Prix Raf Jonckheere
- 2025
  - 3e du championnat d'Estonie du contre-la-montre

## Classements mondiaux
| Année                                 | 2016  | 2017 | 2018 | 2019 | 2020 | 2021 | 2022 | 2023 | 2024 |
| ------------------------------------- | ----- | ---- | ---- | ---- | ---- | ---- | ---- | ---- | ---- |
| Classement mondial                    | 1811e | 793e | 731e | 340e | 350e | 719e | 430e | 522e | 699e |
| UCI Europe Tour                       | 1203e | 497e | 433e | 275e | 287e | 564e | 344e | nc   | nc   |
|                                       |       |      |      |      |      |      |      |      |      |
| Légende : nc = non classéSource : UCI |       |      |      |      |      |      |      |      |      |